# Retz
Retz è un comune austriaco di 4 275 abitanti nel distretto di Hollabrunn, in Bassa Austria; ha lo status di città (Stadtgemeinde).